# Euplexidia violascens
Euplexidia violascens là một loài bướm đêm trong họ Noctuidae.